# Rudolf Christian Böttger
Rudolf Christian Böttger (Aschersleben, 28 aprile 1806 – Francoforte sul Meno, 19 aprile 1881) è stato un chimico e fisico tedesco, che condusse la maggior parte delle sue ricerche all'Università Goethe di Francoforte. Scoprì la nitrocellulosa nel 1846, indipendentemente da Christian Schönbein, e nel 1859 sintetizzò il primo composto organo-rame, l'acetiluro di rame, Cu2C2 (Cu-C≡C-Cu).

## Vita
Böttger (l'ortografia del cognome fu poi cambiato in Boettger) nacque in Germania ad Aschersleben nel 1806. Dopo le elementari, a 11 anni andò a frequentare la scuola delle Franksche Stiftungen (Fondazioni Francke) di Halle (Saale). Nel 1824 iniziò a studiare teologia, ma nel frattempo seguì corsi di scienze all'Università di Halle, dove fu molto influenzato dalle lezioni di Johann Schweigger (1779-1857). All'età di 22 anni lasciò l'università e lavorò come chierico e insegnante in vari luoghi. Continuò ad avere contatti con Schweigger e nel 1831 decise di abbandonare la carriera ecclesiastica e di dedicarsi alla scienza. Nel 1835 diventò insegnante di fisica e chimica presso un'associazione dei chimici di Francoforte.
Böttger ricevette il PhD dall'Università di Jena nel 1837 sotto la guida di Johann Wolfgang Döbereiner e diventò professore a Francoforte nel 1842. Nel 1841 sposò Christiane Harpke e ne ebbe otto figli. Il figlio maggiore Oskar Boettger (1844-1910) diventò un famoso zoologo. Böttger rimase per il resto della sua vita all'Università di Francoforte, benché gli fossero state offerte altre opportunità in varie università. Morì nel 1881. La sua tomba si trova nel cimitero principale di Francoforte.

## Contributi
Böttger si dedicò in particolare della chimica applicata e sviluppò o collaborò a varie invenzioni e innovazioni, tra le quali:
- un processo elettrochimico per nichelatura (1842).
- un processo galvanico per la tintura e il rivestimento di metalli e per la platinatura e argentatura del vetro (1852).
- sviluppo del metodo galvanoplastico inventato nel 1838 da Moritz von Jakobi, per applicarlo a oggetti di maggiore dimensione.
- sviluppo di un nuovo metodo di stampa su vetro, la ialografia (1842), assieme al pittore August Bromeis.
- scoperta della nitrocellulosa (1846), indipendentemente da Christian Schönbein. I due scienziati collaborarono nel tentativo di sfruttare commercialmente l'invenzione, ma senza successo.
- un processo chimico per rimuovere il pelo dalle pelli di animali usando solfuro acido di calcio, Ca(HS)2.
- l'invenzione di fiammiferi di sicurezza con teste di clorato di potassio, solfuro d'antimonio e polvere di vetro (1848).
- sintesi dell'acetiluro di rame, composto esplosivo di formula Cu2C2 (Cu-C≡C-Cu), che fu il primo composto organo-rame ottenuto.[2]

## Opere
Böttger scrisse numerosi articoli su riviste scientifiche per riportare i risultati ottenuti in circa 50 anni di ricerche. Una raccolta di alcuni di questi articoli è contenuta nell'opera
- (DE) R. Böttger, Beiträge zur Physik und Chemie: Eine Sammlung eigener Erfahrungen, Versuche und Beobachtungen, Francoforte, Brönner, 1838.

Alcuni altri libri di Böttger sono:
- (DE) R. Böttger, Tabellarische Uebersicht der specifischen Gewichte der Körper, Francoforte, Brönner, 1837.
- (DE) R. Böttger e N. Gräger, Handwörterbuch der technischen chemie für fabrikanten: gewerbtreibende, künstler, droguisten etc, Weimar, Voigt, 1872.

## Riconoscimenti
Il re Oscar I di Svezia gli conferì l'Ordine di Vasa. L'imperatore austriaco gli conferì nel 1852 l'Ordine della Corona di Ferro. Nel 1880 fu eletto membro della Accademia Cesarea Leopoldina.